# Ashurst LLP
Ashurst ist eine Rechtsanwaltskanzlei mit Hauptsitz in London.

## Geschichte
Ashurst wurde 1822 in London unter dem Namen Ashurst Morris Crisp von William H. Ashurst, John Morris und Sir Frank Crisp gegründet. 2003 wurde die Kanzlei in Ashurst LLP umbenannt.
2012 schloss Ashurst ihr asiatisches Geschäft mit dem der australischen Kanzlei Blake Dawson zusammen. Zu dem Zeitpunkt verfügte Ashurst weltweit über mehr als 900 Rechtsanwälte, einschließlich 200 Partner, und war in Abu Dhabi, Brüssel, Dubai, Frankfurt, Hongkong, London, Madrid, Mailand, München, New York, Paris, Rom, Singapur, Stockholm, Tokio, Washington, D.C. präsent. Blake Dawson erreichte mit über 800 Anwälten, darunter rund 190 Partner, eine ähnliche Größenordnung. Die australische Kanzlei verfügte über Büros in Adelaide, Brisbane, Canberra, Melbourne, Perth, Sydney, Shanghai, Singapur, Port Moresby und Tokio sowie über ein angeschlossenes Büro in Jakarta. Im Zuge des Zusammenschlusses der Asiengeschäfte wurden sämtliche Blake-Dawson-Büros in Ashurst Australia umbenannt. 2013 beschlossen die Partnerschaften von Ashurst LLP und Ashurst Australia die vollständige wirtschaftliche Integration beider Kanzleien. Dadurch entstand eine Kanzlei mit mehr als 3.700 Mitarbeitern und einem Gesamtumsatz von mehr als 550 Millionen britischen Pfund.

## Standorte und Mitarbeiter
Ashurst ist mit 26 Büros in 16 Ländern in Asien, Australien, Europa, dem Nahen Osten und in den USA vertreten. Darüber hinaus verfügt die Kanzlei über eine „Best Friends“-Beziehung zu einer indischen Kanzlei.
Weltweit sind rund 400 Partner und mehr als 1.300 weitere Rechtsanwälte für Ashurst tätig. In Deutschland ist die Kanzlei in Frankfurt am Main (seit 1997) und in München (seit 2001) präsent. Insgesamt beraten an den beiden deutschen Standorten mehr als 70 Rechtsanwälte.